# Dragon Ball Xenoverse 2
Dragon Ball Xenoverse 2 (oficialmente abreviado como Dragon Ball XV2) é um jogo eletrônico do gênero de luta e de RPG; desenvolvido pela Dimps e publicado pela Bandai Namco Entertainment. Baseado na franquia Dragon Ball, é uma sequência de Dragon Ball Xenoverse. O jogo foi anunciado em 17 de maio de 2016 para PC, Xbox One e PlayStation 4. É o segundo jogo de Dragon Ball lançado para a oitava geração de consoles ( se desconsiderar consoles portáteis como PlayStation Vita e Nintendo 3DS ) e conta com 70 personagens jogáveis(contando com DLC), O Jogo ganhou uma versão para o Nintendo Switch.

## Jogabilidade
O jogo é bastante similar ao seu antecessor em termos de jogabilidade; os cenários em sua maioria são uma série de arenas de batalha 3D modelados a partir de locais memoráveis no universo de Dragon Ball, com o ponto de ligação central sendo uma versão expandida da cidade de Toki-Toki, chamada Conton. Como foi dito pelos criadores do jogo, Conton é 7 vezes maior que Toki-Toki. Os jogadores são capazes de transitar livremente pelo mundo, também são capazes de voar, embora essa funcionalidade não seja liberada desde o começo. Jogadores também são capazes de viajar para outras localidades tais como a Vila em Namekusei e a nave de Freeza.
Algumas habilidades tem que ser aprendidas através de mestres, como no jogo anterior. Entretanto, alguns mestres serão encontrados exclusivamente nessas localidades extras. Xenoverse 2 é o quarto jogo de Dragon Ball a apresentar customização de personagem. Os jogadores são capazes de escolher dentre 5 raças do primeiro jogo: Humanos, Saiyajins, Majins, Nameks e a raça de Freeza. O jogo tem missões específicas por raça, minigames e transformações (este último estava disponível apenas para Saiyajins no primeiro jogo, através das formas de Super Saiyajin). Os servidores Multiplayer agora são capazes de comportar até 300 jogadores de uma vez. O jogo também tem um modo de treino chamado Escola de Treinamento. Outra funcionalidade do jogo é que os jogadores são capazes de transferir os dados do Dragon Ball Xenoverse. Isso faz com que alguns detalhes no jogo mudem, como seu personagem do jogo anterior conhecido como Herói da cidade de Toki-Toki num holograma no meio da praça. É possível não fazer isso, que resulta em um personagem padrão sendo o "Herói".

## Enredo
Dois anos e meio depois dos eventos do primeiro jogo, o protagonista recebe uma missão especial do antigo Kaioshin, que envolve corrigir a história depois que ela for mudada. Nesse meio tempo, eles encontram a Suprema Kaioh do Tempo, uma divindade que protege as mudanças na linha do tempo, e seu pássaro, TokiToki. Depois de encontrar o antigo Kaioshin, eles recebem sua primeira missão, que é corrigir a batalha entre Goku e Raditz depois que ele tem seu poder aumentado por magia. Enquanto isso, Towa e Mira, as pessoas que estão modificando a história, reuniram alguns aliados, Turles, Lord Slug e um misterioso Saiyajin mascarado, posteriormente revelado como Bardock, pai de Goku.
Durante a saga do ataque dos Saiyajins, Turles tenta interceptar Goku para impedí-lo de ajudar os guerreiros Z contra Nappa e Vegeta, mas é parado pelas forças combinadas do patrulheiro do tempo junto com Goku. Durante a batalha, Trunks e seu colega, o protagonista, tentam capturar Turles, porém ele consegue escapar antes. O protagonista retorna então ao Ninho do Tempo depois de derrotar Nappa (macaco gigante) e Vegeta (macaco gigante) corrigindo então a história. Eles são apresentados a Trunks e seu parceiro, e é avisado que TokiToki vai pôr um ovo capaz de criar um outro universo.
Durante a saga de Namek, o patrulheiro do tempo ajuda Gohan e Kuririn a escapar de Dodoria e Zarbon. Depois da batalha Lord Slug aparece e luta com o patrulheiro. Depois da batalha, o patrulheiro do tempo retorna ao ninho do tempo e descobre que o Capitão Ginyu trocou de corpo com Vegeta ao invés de Goku. O patrulheiro e Trunks tentam consertar isso, porém Trunks tem o corpo roubado por Ginyu. Depois do contratempo, Ginyu finalmente troca de corpo com Goku. (Que faz parte da linha do tempo original). Depois de lutar com Ginyu que estava no corpo de Goku, Ginyu retorna para seu próprio corpo e tenta trocar com o patrulheiro mas Goku joga um sapo na frente, fazendo com que Ginyu seja um sapo. O patrulheiro deve então ajudar Nail a lutar com Freeza para que Gohan e Kuririn possam obter as esferas.
Posteriormente, Trunks tenta ajudar o Gohan do Futuro a derrotar os Andróides de uma vez por todas, mas é parado pelo patrulheiro do tempo, pois a Suprema Kaioh do Tempo alertar que a história seria mudada. Por causa disto, Trunks deve tirar uma folga do patrulhamento. O patrulheiro então viaja para a época de Majin Buu para consertar a distorção na qual Majin Vegeta se sacrifica para derrotar Majin Buu. Broly aparece, possuído pela energia maligna de Towa e tenta matar Goku, Vegeta e Buu, mas é parado pelo patrulheiro do tempo. Vegeta se sacrifica para destruir Majin Buu, restaurando o fluxo normal da história. O patrulheiro do tempo vai então para a linha do tempo onde Goku e Vegeta derrotam Kid Buu, conhecem o Sayajin mascarado e descobrem que ele está coletando energia dos lutadores. O patrulheiro persegue ele e  teleporta para a época onde Beerus e Goku estão lutando. O patrulheiro derrota o Saiyajin, quebrando sua máscara e revelando Bardock. Mira aparece e luta com o patrulheiro do tempo. Beerus interrompe a batalha com a intenção de destruir Mira, Goku, o patrulheiro, e a Terra. A Suprema Kaioh do Tempo tenta acalmar Beerus com pudim feito por ela, mas o gosto ruim deixa Beerus furioso, ele é então subjugado por Whis juntamente com o patrulheiro. Pouco depois, o patrulheiro do tempo viaja para a saga do Freeza Dourado, na qual Freeza ressuscitou e quer se vingar de Goku. Durante a batalha, Cooler aparece novamente, se utilizando de energia das trevas e Freeza é possuído também enquanto na sua forma dourada. Towa invade o Ninho do Tempo e engana Beerus e Whis para abandonar a batalha, que permite Freeza destruir o planeta. Whis é capaz de voltar no tempo e o patrulheiro, junto com Goku e Vegeta, matam Cooler e Freeza.
Mais tarde, Beerus e Whis treinam o patrulheiro preparando ele para a batalha final com Towa e Mira. Trunks e o patrulheiro do tempo vão para uma linha do tempo não identificada e lutam com Bardock que tem a mente controlada. Mira chega na batalha, e Bardock volta ao controle. Ele arrasta Mira por uma fenda no tempo e ambos estão supostamente desaparecidos. Towa revela que ela tem o controle da mente do parceiro de Trunks. O patrulheiro do tempo e Trunks lutam com os dois e removem a máscara que o parceiro de Trunks estava usando. o parceiro de Trunks então some da existência, deixando Trunks e o patrulheiro sem memórias dele. O pergaminho mostra que houve outra distorção no tempo, fazendo Trunks lembrar do seu parceiro e percebe que Towa voltou no tempo para impedir Trunks de convocá-lo. O patrulheiro do tempo conserta esta distorção e o parceiro de Trunks é revivido. Towa vai ao Ninho do Tempo, e rouba o ovo de TokiToki. Mira volta (Bardock como Super Saiyan 3, derrotou Mira que consegue fugir) e facilmente se livra de Trunks e seu parceiro. O patrulheiro do tempo confronta Mira, que se tornou mais poderoso, após sua batalha com Bardock. Towa percebe isso e vê que Mira poderia destruir toda história do universo. Ela ajuda o patrulheiro do tempo a derrotar Mira. Quando ela sugere consertar o núcleo de força de Mira, ele absorve ela e também o ovo, ganhando um poder incrível. Goku chega e se transforma no Super Saiyajin Azul e ajuda o patrulheiro do tempo a finalmente destruir Mira. Com o universo salvo, as Dragon Balls são usadas para pedir um grande banquete para toda a cidade de Conton. O jogo termina com Goku sugerindo que o patrulheiro do tempo e o patrulheiro do tempo do primeiro jogo lutem entre si para ver quem é mais forte.

## Desenvolvimento
O jogo foi informalmente anunciado pela Bandai Namco em 16 de Maio de 2016, como um novo "projeto de Dragon Ball", sendo oficialmente anunciado em 17 de Maio 2016. Um porta-voz da Bandai Namco confirmou que o jogo seria lançado para o PlayStation 4 no Japão, e para PlayStation 4, Xbox One, e Windows na América do Norte e Europe. Bandai Namco anunciou na E3 DE 2016 que o jogo rodaria a 60 FPS nas três plataformas, teria uma cidade central 7 vezes maior que seu antecessor, e também teria um novo sistema de transporte.
Um beta fechado e um aberto para o Xenoverse 2 foram anunciados pela Bandai Namco. Ambos estavam disponíveis para PlayStation 4 apenas. O beta fechado começou em 8 de Outubro e terminou em 10 de Outubro, já o beta aberto ocorreu de 14 de Outubro à 17 de Outubro.
A edição de colecionador do jogo inclui o disco do jogo, um CD com a trilha sonora, uma caixa de colecionador, um estojo exclusivo de metal, um guia do Patrulheiro do Tempo (que inclui um exclusivo mangá baseado no jogo), e um Action Figure de Goku Super Saiyajin. Essa edição estava disponível para Xbox One e PlayStation 4.
Uma versão para Nintendo Switch foi revelada em 12 de Janeiro de 2017 no Nintendo Switch's "Software Line-Up" Video.

## Conteúdo para download (DLCs)
Um total de 12 DLCs foram lançados. Cada pacote inclui pelo menos de 2 a 4 personagens, missões extras, estágios extras, novas habilidades, e outros elementos para personagens criados pelo jogador.
- DLC Pack 1/DBS Pack #1 - Inclui Frost e Cabba do Dragon Ball Super como personagens jogáveis.
- DLC Pack 2/DBS Pack #2 - Inclui conteúdo da saga do Universo 6: Vados e Champa como personagens jogáveis, a saga do Universo 6 para o modo história, e o estágio "Planet Sem Nome" (Nameless Planet).
- DLC Pack 3/DBS Pack #3 - Inclui Goku Black (SSJ Rosé) e Zamasu do Dragon Ball Super, bem como Bojack do filme Bojack Unbound como personagens jogáveis.
- DLC Pack 4/DBS Pack #4 - Inclui conteúdo da saga do Trunks do Futuro: Zamasu (Fusão) e Super Saiyajin Azul Vegito como personagens jogáveis, a saga Warrior of Hope para o modo história, e o estágio Futuro em ruínas (Future in Ruins).
- DLC Pack 5/Extra Pack #1 - Inclui Super Buu (Gohan absorvido) e Dabura da saga de Majin Buu, e Andróide 13 e Tapion dos filmes Super Android 13 e Wrath of the Dragon como personagens jogáveis.
- DLC Pack 6/Extra Pack #2 - Inclui Goku Instinto Superior, Jiren e Android 17 do Dragon Ball Super, e um personagem original chamado Fu como personagens jogáveis, e um modo história expandido.
- DLC Pack 7/Extra Pack #3 - Inclui Super Saiyajin Kefla do Dragon Ball Super e Super Baby Vegeta do Dragon Ball GT como personagens jogáveis.
- DLC Pack 8/Extra Pack #4 - Inclui Super Saiyajin Azul Gogeta e Broly (Full Power Super Saiyan) do filme de 2018 Dragon Ball Super: Broly como personagens jogáveis, e a "Arena do Torneio do Poder" (Tournament of Power arena) do Dragon Ball Super como estágio.
- Masters Packs - Adiciona 5 Mestres: Android 16 da saga dos Andróides, Bardock e Gohan do Futuro dos especiais O Pai de Goku e A História de Trunks, Cooler do filme Cooler's Revenge e Whis do Dragon Ball Super.
- Anime Music Pack 1 - Inclui 11 músicas de: Dragon Ball, Dragon Ball Z, e Dragon Ball GT.
- Anime Music Pack 2 - Inclui músicas de Dragon Ball Kai e Dragon Ball Super, e músicas extra de Dragon Ball Z.
- Pre-Order Bonus - Inclui Goku Black do Dragon Ball Super como personagem jogável e o bastão de Tao Pai Pai como veículo.

## Recepção
Dragon Ball Xenoverse 2 vendeu 1,4 milhões de cópias pelo mundo. Em 27 de novembro de 2016 a versão de PS4 tinha vendido 87.105 cópias no Japão. A versão de Nintendo Switch estreou como número 3 nas tabelas de venda Japonesas, com 24.045 cópias vendidas e mais tarde 500.000 cópias pelo mundo, em 2018. O Total de vendas superou a marca de 5 milhões de cópias no fim de Março de 2019.
Dragon Ball Xenoverse 2 recebeu análises positivas. Os críticos elogiaram o estilo visual de anime do jogo, som, e a jogabilidade de luta mas criticaram os controles, repetitividade e a enorme similaridade com o jogo anterior. O site Metacritic deu à versão de PlayStation 4 nota 72/100 baseado em 57 análises.
IGN avaliou com uma pontuação de 7,5 em 10, dizendo "Dragon Ball Xenoverse 2 é ambicioso, uma experiência grosseira, com uma falsa profundidade de elementos de RPG luta". Hardcore Gamer avaliou com 3 de 5, afirmando "uma melhora mínima sobre seu antecessor enquanto tem muitos dos mesmos problemas, mas há algo de cativante quando tudo está junto."
Heidi Kemps do GameSpot avaliou o jogo como 7 em 10, elogiando o combate e o fan service enquanto também criticava o combate por ser repetitivo e as missões com foco em não-combate como "geralmente fracas". Kyle Hilliard do Game Informer também julgou como um 7 de 10, elogiando a adição da cidade de Conton mas cirticou o sistema de combate por por ser praticamente idêntico ao primeiro jogo Xenoverse e a trilha sonora como "consistentemente horrível".
Ashley Fonte do Games Mojo avaliou como 4,3 de 5 estrelas afirmando que "Dragon Ball Xenoverse 2 é um estimulante jogo com um único e ambicioso conceito que é familiar aos fãs de Dragon Ball Z e dará a eles uma agradável experiência de jogo." Alastair Stevensons avaliou 3,5/5 no Trusted Reviews disse que "O Combate é divertido se você sabe como Dragon Ball funciona, mas novatos se esforçarão para obter suas recompensas, pois o sistema de aprendizado do Xenoverse 2, é no máximo, acerto e falha". "Combate suave e ótimas opções de multiplayer fazem Xenoverse 2 valer a pena para os fãs da série" disse Benjamin Shillabeer-Hall na sua conclusão em PlayStation Universe com uma pontuação 7/10.

## Estágios

### Modo Versus Local
- Área do Torneio Mundial
- Planeta Namekusei
- Arena (Torneio de Cell)
- Mundo Supremo
- Templo de Kami Sama
- Ruínas da Cidade do Oeste

### Modo solo
- Arena do Torneio Mundial
- Câmara do Tempo e Espaço
- Deserto
- Área de Pouso (Raditz)
- Montanhas
- Montanhas (Noite)
- Planeta Namekusei
- Planeta Namekusei Destruído
- Árvore do Poder
- Arquipélago
- Arena dos jogos de Cell
- Arena dos jogos de Cell Destruída
- Cidade do Oeste (Subúrbio)
- Cidade do Oeste (Setor Industrial)
- Corporação Capsule
- Ruínas da Cidade do Oeste
- Templo de Kami Sama
- Céu
- Praia
- Inferno
- Mundo Supremo
- Espaço (Terra)
- Espaço (Planeta Vegeta)
- Lago Subterrâneo
- Geleira
- Planeta Tuffle
- Campo Aberto
- Fenda Temporal
- DLC2: O Planeta sem-nome
- DLC4: Futuro em Ruínas
- DLC8: Arena do Torneio do Poder